# 北村海斗
北村 海斗（きたむら かいと、1997年10月23日 - ）は、日本のモデルである。
埼玉県出身。Sugar&Spice所属。

## 出演

### テレビドラマ
- プロポーズ大作戦（2007年、フジテレビ） - 岩瀬健（小学時代） 役

### スチール
- blue cross（2005年）
- 千趣会 チャイルド
- カシオ デジタルカメラ
- 松屋 ちびっこバーゲンちらし
- g.u.（2007年）
- オザキスポルディング（2007年）